# Thrips abyssiniae
Thrips abyssiniae (лат.) — вид трипсов рода Thrips из семейства Thripidae (Thysanoptera).

## Распространение
Встречается в Афротропике: Эфиопия.

## Описание
Мелкие насекомые (длина около 1—2 мм) с четырьмя бахромчатыми крыльями. От близких видов отличаются следующими признаками: тело тёмно-коричневое, переднее крыло тёмное с более бледной суббазальной областью. Антенны 8-сегментные; оцеллар III короткий, за пределами глазничного треугольника; пронотум с несколькими поперечными линиями, около 20 сильных дискальных волосков; постероангулярные волоски длинные, примерно на 60 % длиннее пронотума. Скульптура метанотума поперечная в передней части, но почти полосатая в задней части, срединные волоски у переднего края; кампановидные сенсиллы присутствуют. Первая жилка переднего крыла с 4—5 дистальными волосками. Тергит I брюшка полностью сетчатый, II—IV без линий, доходящих до кампаниформных сенсилл или волосков S1; тергит VIII длинный, полный, но неправильный; плевротергиты с несколькими дискальными волосками; стерниты V—VII примерно с 15 дискальными волосками в неправильном поперечном ряду, почти в два ряда латерально.